# Amenemhat III
Nymaatra Amenemhat o Amenemhat III fue el sexto faraón de la dinastía XII de Egipto y está considerado como uno de los grandes monarcas del Imperio Medio. Gobernó entre c. 1829-1799 a. C.
Es denominado Nymaatra en la lista Real de Abidos y la lista Real de Saqqara. Según el Canon Real de Turín (registro 5.25) reinó treinta años. Julio Africano, el epígono de Manetón, lo denominó Ameres y Eusebio de Cesarea, Lamaris (versión de Jorge Sincelo) o Lampares (versión armenia), comentando que edificó el Laberinto en el nomo de Arsinoe como tumba propia y que gobernó ocho años.

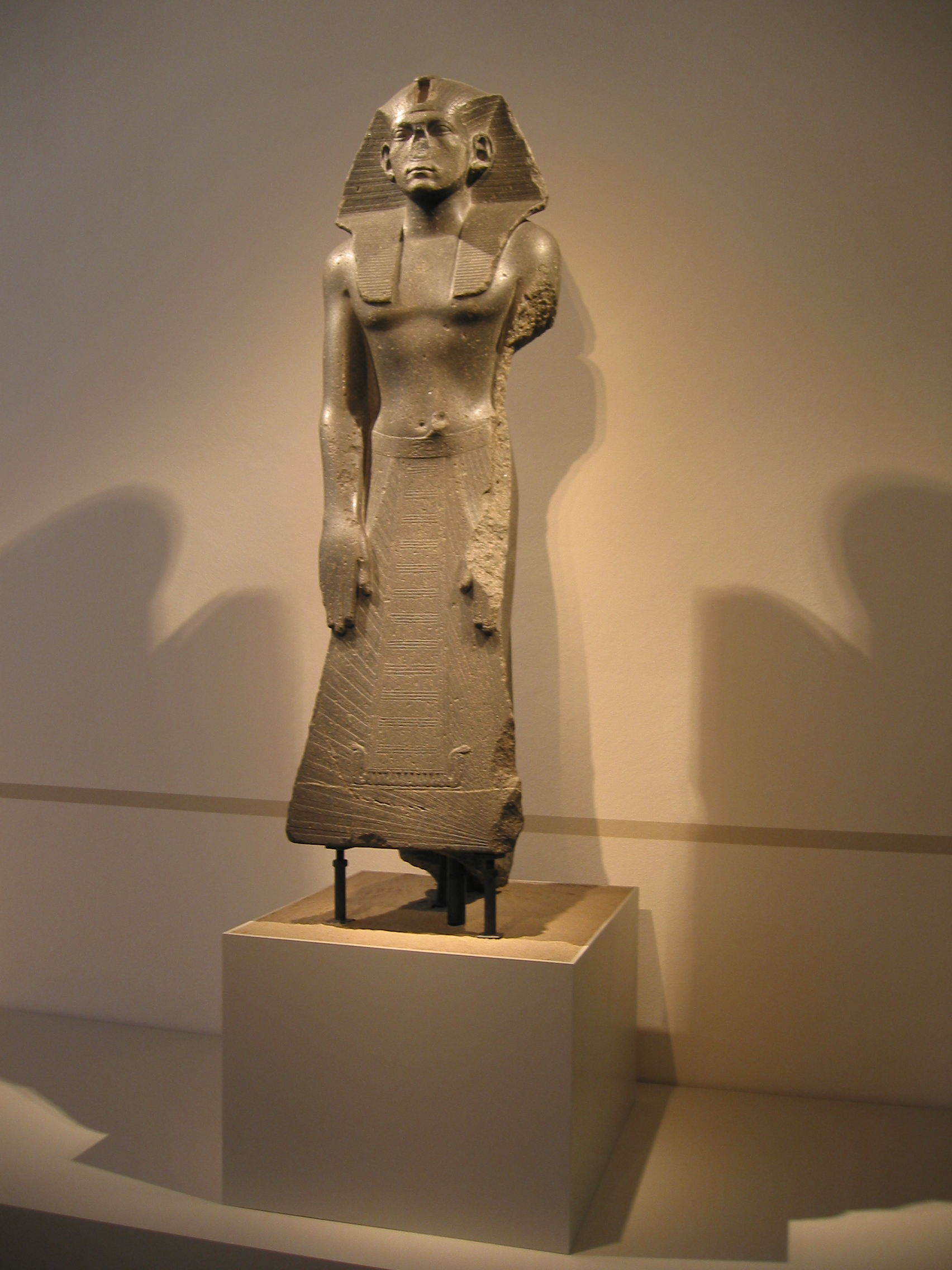
Amenemhat III. Museo Berlín.

## Biografía
Pudo haber sido corregente, junto con su padre, Senusert III (Sesostris III), durante unos veinte años y disfrutar de un reinado de 45 a 47 años, pues su última fecha conocida se encuentra en un papiro de El-Lahun que reseña: I Ajet 22, el año 46º de su reinado. 

### Obras
Después de finalizar las defensas de Semna y Kumma organizó importantes planes agrícolas, como el ideado en El Fayum, recuperando grandes superficies para el cultivo en sus cercanías.
Promovió expediciones a las canteras del Uadi Hammamat, Asuán y Toshka, y se continuó con la extracción de piedra en Tura. También se efectuaron más de veinte expediciones al Sinaí para obtener metales y otros productos, quedando reflejado en más de sesenta inscripciones del lugar, lo que aumentó más aún la riqueza de los faraones de Egipto.
Una de sus esposas fue At', otra Hetepti, la madre de Amenemhat IV, que fue enterrada en Dahshur. Su hija, Neferu-Ptah, enterrada en una pirámide situada unos dos kilómetros al sudoeste de la del rey, que se descubrió en 1956. Amenemhat III celebró una Fiesta Sed; fue deificado posteriormente con el nombre helenizado de Lamaris, siendo venerado en la región de El Fayum.
Estableció una corregencia con su sucesor Amenemhat IV, confirmada por una inscripción en piedra, muy dañada, en Konosso, Nubia, que equipara el primer año de Amenemhat IV al año 46º, 47º o 48º de su reinado. Al faraón Amenemhat IV le sucede su hija Neferusobek, como último gobernante de la dinastía duodécima.

### Actividad constructiva
Amenemhat III ordenó erigir obras significativas, como la ampliación del templo de Sobek en Shedet (Cocodrilópolis), del templo de Hathor en Serabit el-Jadim, en el Sinaí, el templo de Sobek-Renenutet en Medinet-Maadi y del templo de Kuban en Nubia.
Construyó un complejo funerario con una pirámide en Dahshur, llamada la "Pirámide Negra". El complejo en Dahshur se utilizó como cementerio para varias esposas del rey. 
Alrededor del décimo quinto año de su reinado el faraón decidió erigir la obra más fastuosa: una nueva pirámide y su complejo funerario, con un gran templo y un palacio anejo, construido en Hawara, cerca de El Fayum, conocido posteriormente como el "Laberinto", y descrito con gran admiración por Heródoto, Diodoro Sículo y Estrabón, que lo alabó como una de las maravillas del Mundo. 
La pirámide del faraón en Hawara contenía algunos de los sistemas de seguridad más complejos que podemos encontrar en todo Egipto. No obstante, el sarcófago de faraón fue robado en la antigüedad.

## Testimonios de su época

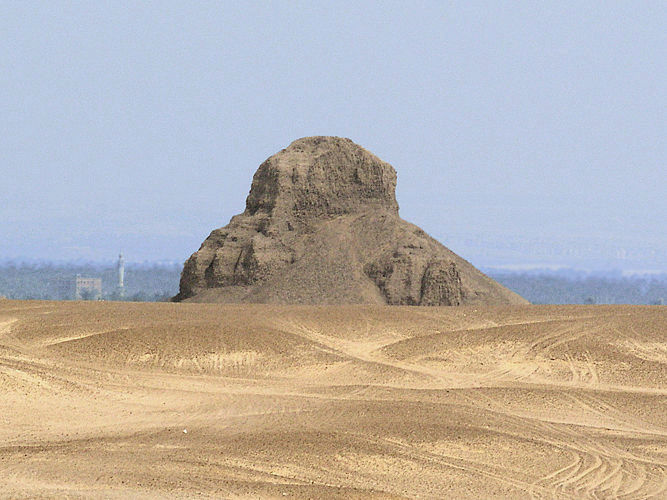
Pirámide de Amenemhat III en Dahshur.

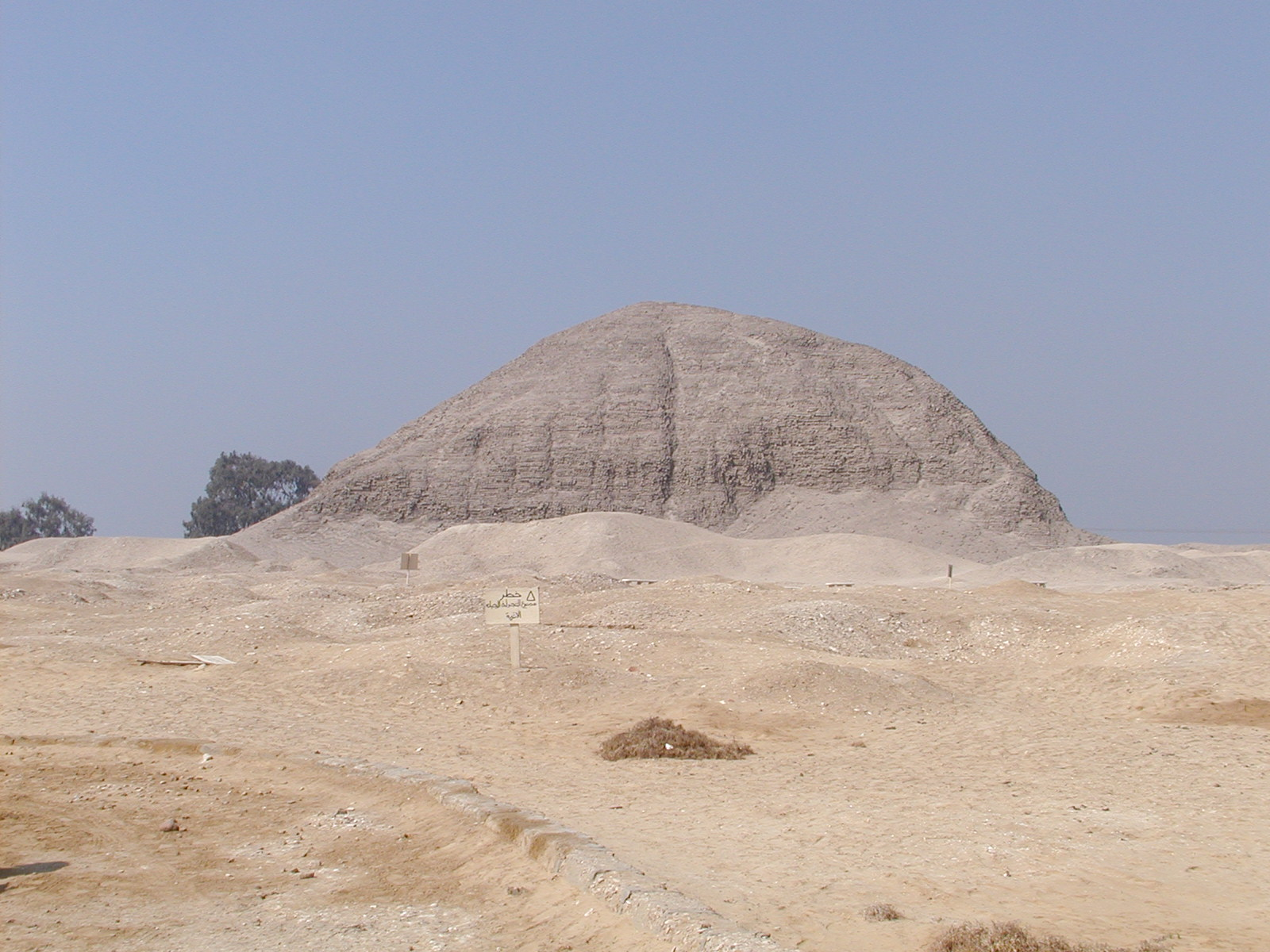
Pirámide de Hawara y ruinas del “Laberinto”.

### Edificaciones
El complejo funerario en Hawara, denominado el “Laberinto” por los escritores griegos.
- La primera pirámide, en Dahshur, con el Piramidión de Amenemhat III.
- La segunda pirámide, en Hawara.
- Un pequeño templo-capilla, bien preservado, en Medinet Maadi (Vogliano 1937)
- Actividad edificatoria en Shedyet, Medinet el-Fayum (Habachi 1937)

### Estatuas
- Estatuas de colosos, en Biahmu (Habachi 1940)
- Varias estatuas del rey (Museo de Berlín, Louvre)
- Estatua del rey (Museo Petrie UC14363)
- Una cabeza de la estatua del rey (Museo de Copenhague) AEIN 924 Copenhague
- Una pequeña cabeza de la estatua del rey (Museo Egipcio del Vaticano)
- Esfinge de granito procedente de Tanis. (Louvre)
- Busto de granito gris (Museo de El Cairo) CG 395

### Inscripciones
- Fragmento de relieve, en El Lisht (Gautier/Jéquier 1902: 106)
- Inscripción mencionando al rey, en una roca cerca de Asuán (de Morgan 1894: 12. 53; 20.127)
- Inscripción encontrada en el templo de Coptos (Petrie 1896: pl. XI.1)
- Un relato con su nombre, encontrado en Biblos (Dunand 1939: 185)
- Fragmento de papiro, de Lahun, con fecha del año 46.º (Museo Petrie, UC32153)
- Placa de fayenza (Museo Petrie, UC11325)
- Objeto (Museo Petrie, UC14342)

### Textos
- Se estima que el Papiro Rhind fue compuesto durante la época de Amenemhat.

## Titulatura
| Titulatura | Jeroglífico | Transliteración (transcripción) - traducción - (referencias) |

| G5 |

| G5 |

| O29 · D36 | G30 |

| O29 · D36 | G30 |

| O29 · D36 | G30 |

| O29 · D36 | G30 |

| G5 |

| G5 |

| O29 · D36 | G30 |

| O29 · D36 | G30 |

| O29 · D36 | G30 |

| O29 · D36 | G30 |

| G16 |

| G16 |

| V15 · t | E9 · D36 | F44 · t | N16 · N16 |

| V15 · t | E9 · D36 | F44 · t | N16 · N16 |

| G16 |

| G16 |

| V15 · t | E9 · D36 | F44 · t | N16 · N16 |

| V15 · t | E9 · D36 | F44 · t | N16 · N16 |

| G8 |

| G8 |

| V29 | S34 |

| V29 | S34 |

| G8 |

| G8 |

| V29 | S34 |

| V29 | S34 |

| N5 · n | U4 | D36 · t |

| N5 · n | U4 | D36 · t |

| N5 · n | U4 | D36 · t |

| N5 · n | U4 | D36 · t |

| N5 · n | U4 | D36 · t |

| N5 · n | U4 | D36 · t |

| N5 · n | U4 | D36 · t |

| N5 · n | U4 | D36 · t |

| N5 · n | U4 | D36 · t |

| N5 · n | U4 | D36 · t |

| N5 · n | U4 | D36 · t |

| N5 · n | U4 | D36 · t |

| N5 · n | U4 | D36 · t |

| N5 · n | U4 | D36 · t |

| N5 · n | U4 | D36 · t |

| N5 · n | U4 | D36 · t |

| M17 | Y5 · N35 | G17 | F4 · t |

| M17 | Y5 · N35 | G17 | F4 · t |

| M17 | Y5 · N35 | G17 | F4 · t |

| M17 | Y5 · N35 | G17 | F4 · t |

| M17 | Y5 · N35 | G17 | F4 · t |

| M17 | Y5 · N35 | G17 | F4 · t |

| M17 | Y5 · N35 | G17 | F4 · t |

| M17 | Y5 · N35 | G17 | F4 · t |

| M17 | Y5 · N35 | G17 | F4 · t |

| M17 | Y5 · N35 | G17 | F4 · t |

| M17 | Y5 · N35 | G17 | F4 · t |

| M17 | Y5 · N35 | G17 | F4 · t |

| M17 | Y5 · N35 | G17 | F4 · t |

| M17 | Y5 · N35 | G17 | F4 · t |

| M17 | Y5 · N35 | G17 | F4 · t |

| M17 | Y5 · N35 | G17 | F4 · t |